# Annecke
Annecke bzw. Anneke ist ein deutscher Familienname.
Er geht auf mehrere aus der Umgebung von Quedlinburg im heutigen Sachsen-Anhalt stammende, höchstwahrscheinlich miteinander verwandte Bauernfamilien zurück, die sich jeweils bis ins 16. Jahrhundert zurückverfolgen lassen (siehe Literatur).

## Namensträger
- Emil Annecke (1823–1888), deutscher Revolutionär und US-amerikanischer Parteigründer (Republikaner)
- Fritz Anneke (1818–1872), deutscher Revolutionär und Arbeitersekretär
- Kurt Annecke (1902–1961), deutscher Apotheker, Lebensmittelchemiker und Ministerialbeamter
- Mathilde Franziska Anneke (1817–1884), deutsche Schriftstellerin und Journalistin
- Percy Shelley Anneke (1850–1928), US-amerikanischer Unternehmer
- Victor Anneke (1892–1937), US-amerikanischer Unternehmer